# Varanus priscus
Varanus priscus (foutieve combinatie: Varanus prisca) was een reusachtige varaan uit het Pleistoceen van Australië. De oorspronkelijke geslachtsnaam Megalania werd tot voor kort nog vaak gebruikt en duikt hierdoor veel op in de literatuur.

## Vondst en naamgeving
Eind jaren vijftig van de negentiende eeuw werden ten westen van Brisbane in Queensland de resten gevonden van reusachtige Varanidae.
De soort werd eerst ingedeeld in een eigen geslacht Megalania maar wordt tegenwoordig meestal gerekend tot het genus Varanus dat alle varanen omvat. Het dier werd voor het eerst wetenschappelijk benoemd en beschreven door Richard Owen in 1859/1860, als de soort Megalania prisca. Megalania betekent 'de grote stapper' vanuit het Oudgrieks μέγας (megas), 'groot' en ἠλαίνω (èlainoo), 'zwerven'. Ten onrechte is vaak gesteld dat de naam afgeleid zou zijn van het Latijn lania, 'slachter'. De soortaanduiding betekent 'oeroud' in het Latijn. Omdat Megalania zich volgens cladistische analyses in het complex van de soorten van het geslacht Varanus bevindt, noemen de meeste huidige onderzoekers de soort voorlopig formeel Varanus priscus, zolang Varanus niet in meerdere geslachten opgesplitst is. Informeel blijft, ook in wetenschappelijke publicaties, het meer onderscheidende Megalania in gebruik, een kwestie van keuze. Een plaatsing in het geslacht Varanus werd overigens al voorgesteld door Richard Lydekker die het reeds in 1888 had over een Varanus priscus. Vaak wordt de combinatie Varanus prisca gebruikt maar de soortaanduiding moet zich volgens de regels aanpassen aan het geslacht van de geslachtsnaam en varanus is mannelijk in het Neolatijn.

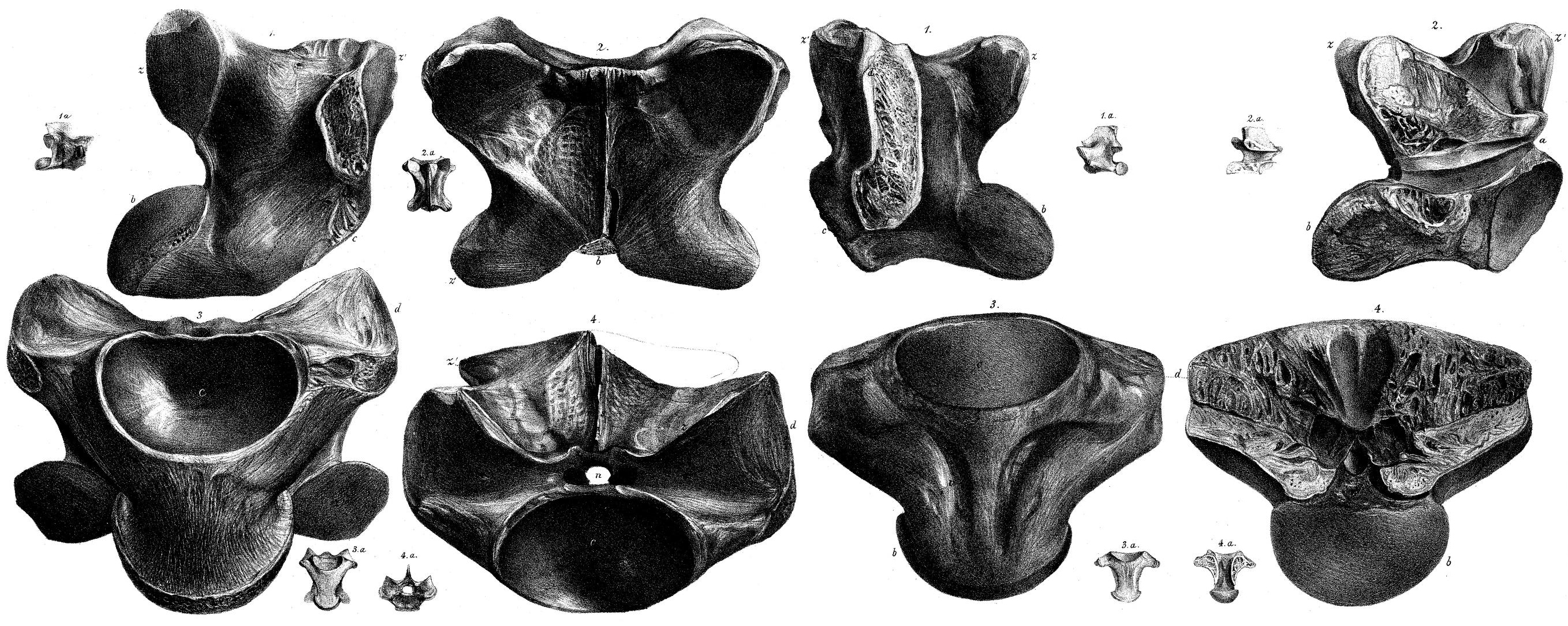
De originele wervels waarop Owen zijn beschrijving baseerde

In 1884 benoemde Owen een Notiosaurus dentatus; dit wordt tegenwoordig gezien als een jonger synoniem van Megalania. In 1886 benoemde Owen nog een reusachtig varanengeslacht uit Australië: Meiolania, maar in 1889 concludeerde Charles Walter de Vis dat hierbij de botten van Megalania gecombineerd waren met de schedel van een grote schildpad. De Vis zelf had in 1885 in een publicatie voor een fossiel de naam Palvaranus gebruikt. Tegenwoordig is duidelijk dat dit gebaseerd was op een voorpoot van Megalania. Wegens een gebrek aan een beschrijving is Palvaranus overigens een ongeldige nomen nudum. Andere synoniemen zijn Varanus dirus de Vis 1889 en Varanus warburtonensis Zeitz 1899.
In de jaren zeventig van de twintigste eeuw maakten Thomas Rich en Brent Hall een eerste model van het skelet.
De syntypen, de fossielen waarop Owen het geslacht baseerde, zijn BMNH 32908b en BMNH 32908c, bij elkaar tweeënhalve ruggenwervel. Fossielen van Megalania zijn alleen in het oosten van Australië gevonden, nooit westelijk van Lake Eyre of in Nieuw-Guinea of Tasmanië. Ze zijn tamelijk zeldzaam; in 2015 waren er zeven grotere vindplaatsen bekend. Het merendeel van de fossielen bestaat uit losse wervels van de rug en staart waarvan er zo'n tweehonderd verzameld zijn. Halswervels zijn al veel zeldzamer; van de meeste schedelelementen of botten van de ledematen is een enkel exemplaar gevonden.
De meeste vondsten stammen uit het Pleistoceen, de Katipiriformatie en de Wyandotteformatie, maar sommige uit het Plioceen, tot zo'n vierenhalf miljoen jaar oud. Omstreden is wanneer het dier precies is uitgestorven. Resten zijn zo jong gedateerd als dertigduizend jaar geleden wat er op zou kunnen wijzen dat de soort door de eerste mensen in Australië is uitgeroeid. Sommige onderzoekers menen echter dat het dier al was uitgestorven voor de aankomst van de mens op het continent, zo'n zeventigduizend jaar gelden. In 2015 stelde een onderzoek dat bepaalde fossielen vrijwel zeker slechts vijftigduizend jaar oud waren en Megalania en mens elkaar dus moeten hebben ontmoet.
Dat het dier geologisch gezien pas kort geleden zou zijn uitgeroeid, heeft aanleiding gegeven tot allerlei kryptozoölogische speculaties over een mogelijk nog overlevende restpopulatie. Reeds Owen ried reizigers in de binnenlanden van Australië aan eens naar zulke dieren uit te kijken. Meldingen van ontmoetingen met reusachtige varanen lijken echter gebaseerd te zijn op foute identificaties van de reuzenvaraan of op het land lopende zeekrokodillen.

## Beschrijving

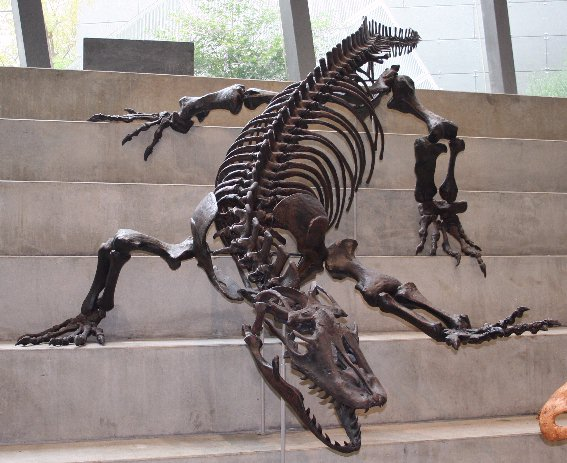
De reconstructie van het skelet

De lengte van Megalania wordt in populair-wetenschappelijke boeken vaak overdreven, tot soms wel negen meter: Ralph Molnar had het in 2004 nog over zeven à acht meter, afhankelijk van de lengte van de staart, bij een gewicht van twee ton. Meer conservatieve wetenschappelijke schattingen, zoals van Max Hecht uit 1975, houden het op 4,5 à 5,5 meter en een maximaal gewicht van zo'n zeshonderdtwintig kilogram. Owen had het in een eerste lezing uit 1858 over zes meter. Het skeletmodel heeft een totale lengte van 5,7 meter en de lengte van snuit tot het einde van de romp is 2116 millimeter. De gemiddelde lengte van volwassen exemplaren is geschat op 345 centimeter. Het gemiddelde gewicht zou dan 97 tot 158 kilogram bedragen hebben. Daarbij moet bedacht worden dat geen enkel compleet skelet bekend is. Ook bij de lagere schattingen is het echter de grootste varaan die ooit ontdekt is en zelfs de grootste hagedis die op het land leefde; de zeebewonende Mosasauridae werden tot achttien meter lang.

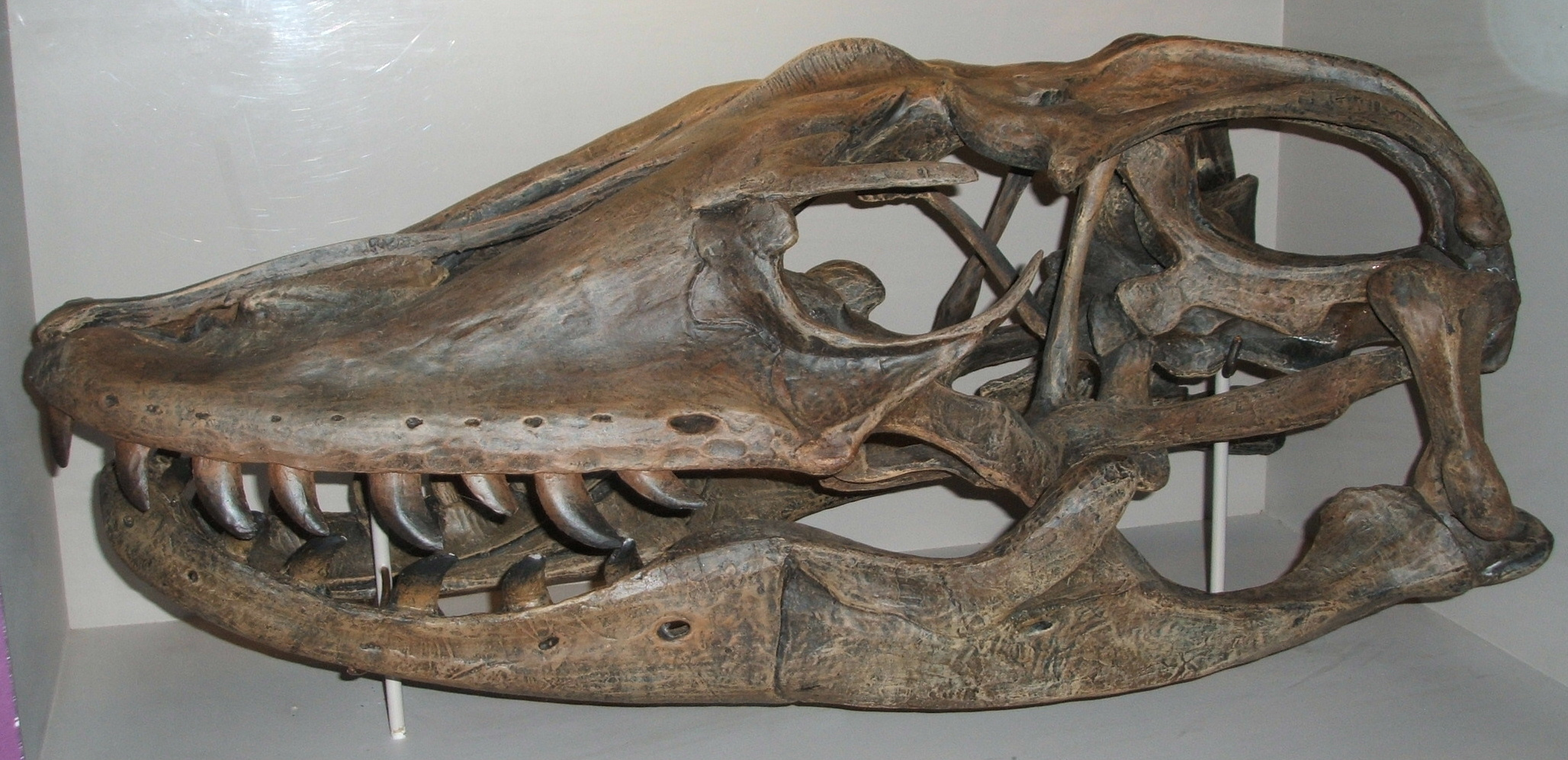
Een model van de schedel

Megalania was anderhalf à tweemaal zo lang als de komodovaraan en had een in het midden scharnierende onderkaak met ver uit elkaar staande, naar achteren gerichte dolkvormige tanden, die waren bevestigd aan de binnenzijden van de kaakbeenderen. Bij slijtage werden deze vervangen door tanden, die tussen de versleten tanden doorbraken. De lange nek bevatte negen van de negenentwintig presacrale wervels van de nek en rug, die aan de voorzijde diepe gewrichtskommen en aan de achterzijde gewrichtsknobbels bezaten.
Megalania is, zelfs voor zijn lengte, relatief robuust gebouwd. Megalania heeft enkele onderscheidende kenmerken. De voorhoofdsbeenderen zijn extra dik en versmolten in een lage middenkam. Hun bovenste oppervlak is ook geornamenteerd met sliertige beenstructuren. Boven de oogkas raakt het prefrontale de vergroeiing van het postfrontale en postorbitale. De ruwe aanhechtingsvlakken voor de sluitspieren van de kaken reiken tot hoog op de wandbeenderen. De bovenkant van het achterhoofd loopt opvallend verticaal. De schacht van het opperarmbeen is uitzonderlijk kort hoewel het bot als geheel zeer zwaargebouwd is. De ruggenwervels zijn extreem verbreed. Ze dragen ook krachtig ontwikkelde wervelbogen. De onderkaken zijn echter niet zeer robuust.
De middenkam op de kop droeg wellicht een rij hogere schubben, fel gekleurd om als pronkorgaan te dienen.

## Fylogenie
Varanus priscus is een lid van de Varanidae. Wellicht is het de zustersoort van Varanus komodoensis, de 'Varaan van Komodo'. Er is ook wel een directe verwantschap met de reuzenvaraan, Varanus giganteus, vermoed wegens overeenkomsten in de schedelbouw, voornamelijk wat betreft de middenkam. Het is niet helemaal duidelijk wat de voorouders van Megalania waren; eerder komen in het Plioceen van Australië ook grote varanen voor maar die werden kennelijk niet zo reusachtig. Varanen hebben op zijn laatst rond het vroege Mioceen Australië bereikt.

## Levenswijze
Varanus priscus was een niets ontziende carnivoor. Volgens sommigen stond Varanus priscus samen met de krokodil Quinkana als apexpredator aan de top van de voedselketen in zijn leefgebied, de open bossen. Zoogdieren als Diprotodon, kangoeroes (onder andere Procoptodon) en grote vogels als emoes en dondervogels (verwant aan Dromornis, niet te verwarren met de indianenmythe) werden door de varaan bejaagd. Varanus priscus maakte deel uit van de Australische Megafauna. Andere onderzoekers beklemtonen dat het geringe aantal vondsten een aanwijzing kan zijn dat de soort tamelijk zeldzaam was en zich specialiseerde in het van een hinderlaag uit bejagen van grotere prooien. Omdat Megalania vermoedelijk giftig was, zou slechts een beperkte wond hoeven te worden toegebracht waarna de varaan het stervende dier maar hoefde te volgen. Een lager activiteitsniveau komt ook beter overeen met de vermoedelijk zeer matige stofwisseling. Het is wel verondersteld dat de haperende productiviteit van het Australische ecosysteem met lange perioden zonder voedsel, grote koudbloedige roofdieren bevoordeelde die ruime tijd zonder eten konden. Het is echter ook gesteld dat de nieuwe lagere schattingen van de lichaamslengte impliceren dat Megalania niet zo'n belangrijk roofdier was en misschien wel voornamelijk een aaseter. Als het dier inderdaad vrij zeldzaam was, zou het in combinatie met koudbloedigheid en dus geringe energiebehoefte maar een beperkt deel van de biomassa van de prooidieren hebben kunnen eten.
Een studie door Gregory Erickson concludeerde dat Megalania in zijn jeugd snel groeide maar dat tegen het bereiken van de volwassenheid de groei vrijwel stilviel. Megalania kon dan zo groot worden door een langere jeugdfase en niet door als volwassen dier door te groeien, een verschijnsel dat onder hagedissen in het algemeen overigens tamelijk beperkt is. Van een bijna volwassen specimen werd door groeilijnen een leeftijd bepaald van zestien jaar; tegen de twintig jaar zou de volwassen grootte bereikt zijn. De vrij lange groei is wel gezien als een teken dat de stofwisseling van Megalania hoger lag dan bij andere varanen; de grotere massa zou de lichaamswarmte beter hebben vastgehouden, een geval van massa-endothermie.
De sprintsnelheid van Megalania is berekend op tweeëndertig tot zesendertig kilometer/uur. Het dier zou dit slechts een korte afstand hebben kunnen volhouden voordat het uitgeput raakte. Desalniettemin ligt de snelheid hoger dan bij enige moderne hagedis; de huidige recordhouder is de reuzenvaraan. De hoge snelheid, nuttig bij een hinderlaag, is een aanwijzing dat Megalania in een open landschap leefde want dat geldt ook voor huidige snelle varanen. Bij de berekening werd wel uitgegaan van het lage lichaamsgewicht.
De enige twee, gedeeltelijke, skeletten die bekend zijn, hebben allebei een geheelde rib. Dit zou volgens Molnar een aanwijzing kunnen zijn dat de dieren onderling vochten door elkaar met hun robuuste koppen in de flank te stoten.